# Manhunters (film)
Manhunters è un film pornografico del 2006 diretto da Brad Armstrong e prodotto dalla Wicked Pictures.

## Trama
La storia racconta di una tormentata cacciatrice di taglie e della sua fedele squadra. 

## Riconoscimenti
AVN Awards
- 2007 - Best Actor a Randy Spears[1]
- 2007 – Best Actress a Jessica Drake[2]
- 2007 – Best Supporting Actress (film) a Kirsten Price[3]
- 2007 – Best Anal Sex Scene - Film a Sandra Romain, Jada Fire e Brian Surewood[4]
- 2007 - Best Director a Brad Armstrong[5]
- 2007 - Best Film[6]
- 2007 - Best Screenplay - Film[7]